# Villa Spindler

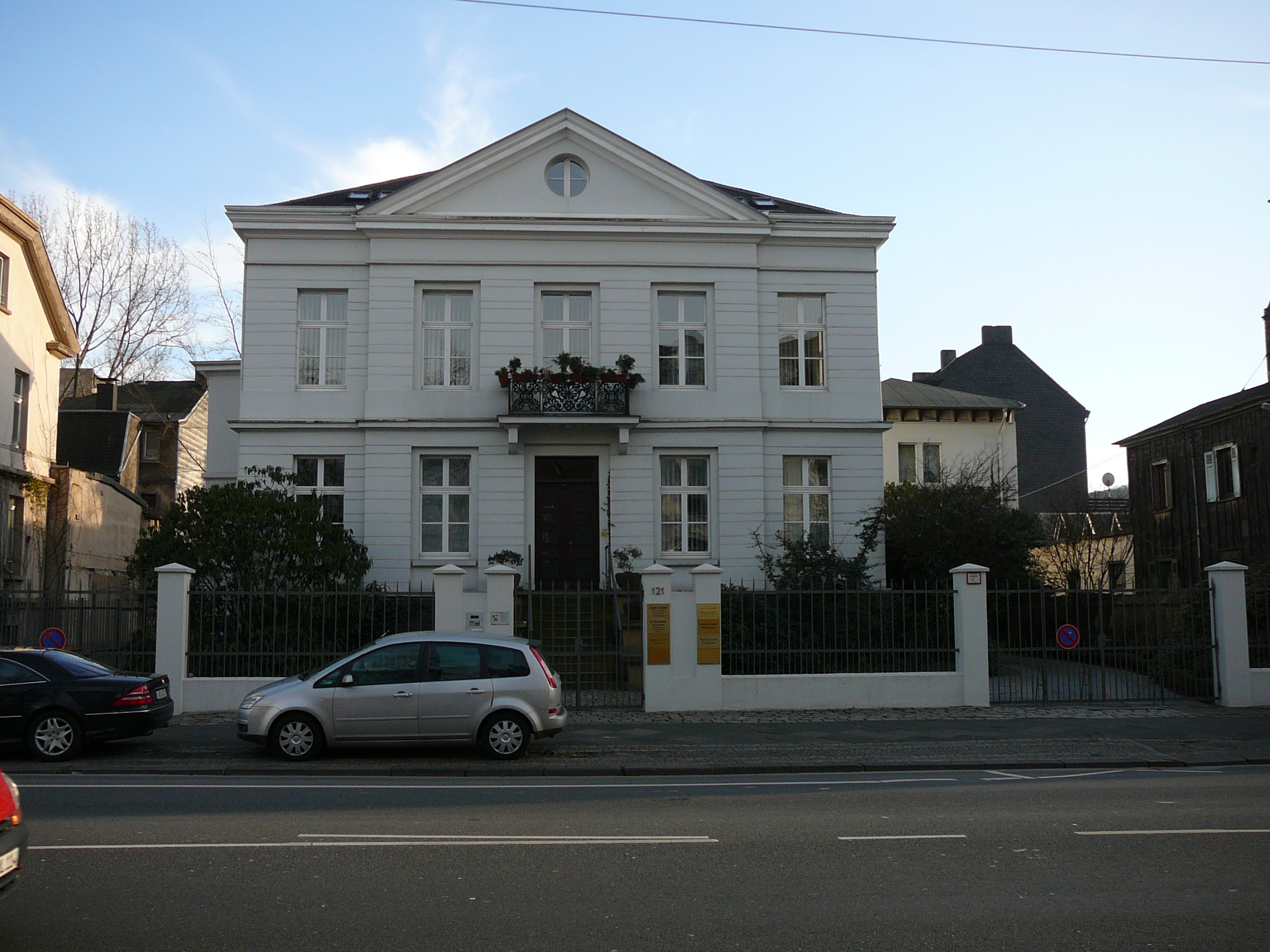
Villa Spindler

Die Villa Spindler (Hausanschrift: Friedrich-Ebert-Straße 121) ist eine Villa im Wuppertaler Wohnquartier Arrenberg, im Stadtbezirk Elberfeld-West. Sie liegt im Abschnitt der Friedrich-Ebert-Straße, die hier als Bundesstraße 7 klassifiziert ist.
Die Villa ist auch unter dem Namen Villa Breitenbach bekannt, teils auch als Villa Oberst Breidenbach bezeichnet.

## Baubeschreibung

### Villa

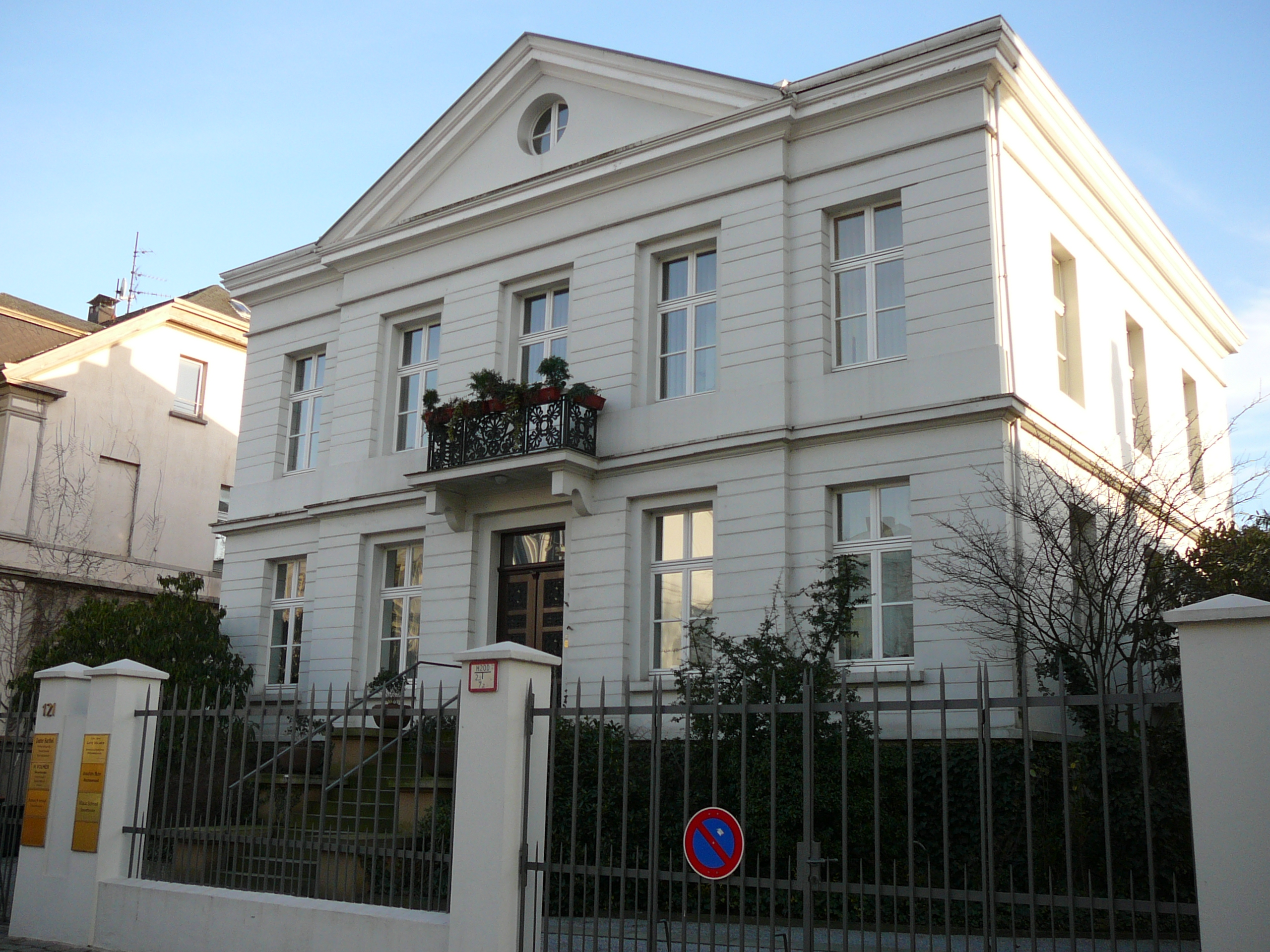
Villa Spindler

Die zweigeschossige Villa wurde vor 1838 nach anderer Quelle ca. 1820 im spätklassizistischen Stil erbaut. Überdeckt wird der Bau mit einem flachgeneigten Walmdach.
Die streng symmetrische, fünfachsige straßenseitige Front ist mit einem zweigeschossigen, dreiachsigen Mittelrisalit, der von einem Dreiecksgiebel mit Ochsenauge überdeckt wird, ausgeführt. Die schlicht gestaltete weiße Fassade ist mit gequaderten Putzgliederungen und -dekor ausgestattet.
Erschlossen wird das Gebäude mittig von der nördlichen straßenzugewandten Seite über eine einläufige Außentreppe. Über diesem Eingang befindet sich ein Balkon mit einem aufwändig gefertigten schmiedeeisernen Geländer. Auf der straßenabgewandten Seite wird das Haus vom Hof her von einer zweiläufigen Außentreppe erschlossen, diese Front ist dreiachsig angelegt.

### Hofanlage
Der Hof hat durch einen rund fünf Meter durchmessenden Springbrunnen einen parkähnlichen Charakter. Es ist der Rest eines Parks, der im 19. Jahrhundert noch bis zum Ufer der Wupper reichte.
Ursprünglich war der Hof durch zwei einzeln stehende Nebengebäuden umrahmt. Erhalten ist auf der westlichen Seite des Grundstückes die zweigeschossige ehemalige Remise der Villa. Durch den Abriss des östlichen Nebengebäudes wurde eine Zufahrt zu dem Bereich hinter dem Hof geschaffen.

### Remise der Villa
Geografische Lage: 51° 15′ 4,5″ N, 7° 7′ 47,3″ O
Das zweigeschossige Remisengebäude mit einem flach geneigten Walmdach wird mittig durch ein hervorspringendes Turmgebäude geteilt. Die Garage der Fahrzeuge befand sich im rechten Untergeschoss, die Zufahrten sind heutzutage noch erkennbar. Im linken Untergeschoss befanden sich die Stallungen, zwei Pferdeköpfe weisen auf die ursprüngliche Nutzung hin.
Das Obergeschoss des Gebäudes wurde als Wohnung für die Bediensteten der Villa ausgebaut. Das Turmgebäude wurde im Obergeschoss mit einem Fenster, gerahmt mit zwei Säulen, versehen.

## Geschichte
Die Villa Spindler, die vor 1849 erbaut wurde, ist einige Jahre jünger als die östlich benachbarte Villa Urner. Der Bauherr und Architekt der Villa ist aber nicht belegt.
Seit Ende der 1830er Jahre war die Villa Sitz des 1832 in Elberfeld gegründeten Heimweberkontors Kampf & Spindler und Wohnsitz dessen Teilhabers Christian Spindler (1801–1881). Später wurde die Villa von dem Manufaktur- und Modewarenhändler Eduard Friedrichs erworben. Nach der Jahrhundertwende wohnte A. Himmelmann, der Teilhaber der Weinhandlung Himmelmann-Pothmann, hier. In den 1920ern bezog Erich Breitenbach, ein Oberst a. D., das Haus. Er prägte den Namen Villa Breitenbach für das Haus und verfügte über zahlreiche Beziehungen zur oberen Gesellschaft der Stadt Elberfeld. Er war Vorsitzender des Offiziers-Vereins im Landwehrbereich Elberfeld und verfasste 1927 die Chronik der Gesellschaft Casino und später die der Schützengesellschaft am Brill. Eigentümer des Hauses zu dieser Zeit war die Westenstoffweberei Reimann & Meyer.
In den 1970ern war die Villa, wie viele andere Gebäude im Umfeld vom Abriss bedroht. Eine Bürgerinitiative kämpfte um den Erhalt der Villa. Anfang 1981 kam es zu einer Hausbesetzung, weiter wurde ein Straßenfest und eine Bürgerprotest-Aktion „Wir bilden einen Menschenring“ organisiert, wobei unter anderem ein Menschenring symbolisch die Villa vor dem Abriss schützte.
Das Gebäude wurde mit der Remise als Baudenkmal am 19. Dezember 1984 zusammen unter einer Denkmalnummer in die Denkmalliste der Stadt Wuppertal eingetragen.
In dem Gebäude sind heute unter anderem Kanzleien eines Rechtsanwalts sowie mehrerer Wirtschaftsprüfer und Steuerberater ansässig.